# 真實動漫情境體驗！
《真實動漫情境體驗！》是由日本遊戲品牌製作並於2017年1月27日發售的戀愛冒險類型成人遊戲，後來在2018年1月26日發售Fandisc《真實動漫情境體驗！ H×3》。後來陸續改編成OVA和小說。

## 故事
長門忍在收到來自暗戀對象宮之上環奈的情書後去赴約時，卻意外收到了天咲彩愛的告白。後來由於彩愛開始對忍展開激情的追求，這使得原本同樣喜歡忍的環奈和里神百合也不得不對忍告白，兩人也開始對忍展開激情的追求。面對三位同學告白的忍便決定在學園祭之前做出抉擇。

## 角色

### 主要角色
長門忍（聲優：夏村伊介（OVA））
雙親因工作出差長期時間不在家而獨自居住，一年前開始暗戀環奈後為了她而離開二次元同好會並且脫離御宅族。
天咲彩愛
忍的同學，原本是位辣妹後來成為御宅族。對還是御宅的忍一見鍾情而加入二次元同好會，但此時忍卻已脫離御宅離開同好會，因此希望忍能成為御宅。
宮之上環奈（聲優：水野七海）
忍的同學兼朋友，不擅長與御宅族交流，一年前受到忍的幫忙而喜歡上他。
里神百合
住在忍住家隔壁的青梅竹馬兼同學。從過去喜歡忍，因為忍的誤會而導致兩人關係有些疏遠。
松永・A・戀
忍的學姐，外國的混血兒，擔任學生會長並且隱藏御宅族身份。原本也喜歡忍但沒有介入爭奪戰的打算，直到得知忍還沒有心儀對象後便才向他告白。
鳥居卯衣
童年時住在忍住家另一邊隔壁的青梅竹馬，由於雙親關係而搬家。Fandisc的新角色。

### 其他角色
咲樂花沙音
忍的同學，環奈的親友，擔任風紀委員。知道環奈喜歡忍而從旁協助湊合兩人。
里神薺（聲優：MI-KO）
百合的母親，代替忍的雙親來到家裡照顧忍。知道女兒喜歡忍而經常給予指導意見並從旁協助湊合兩人。
八重櫻美留（聲優：唯香）
忍的班級導師兼數學老師，なずな的親友，兩人過去是同學。因為なずな的關係而常來忍的住家。
九頭龍桐也
忍的同學兼朋友，二次元同好會的成員。
天咲一護
彩愛的弟弟，擔任風紀委員。原本被姐姐當成僕人使喚直到姐姐喜歡忍後才有所減輕，為了讓自己能有正常生活而協助姐姐湊合兩人。

## 主題曲
片頭曲「Real Situation!」
作曲、編曲：柳英一朗，作詞、主唱：Ayumi.
彩愛片尾曲「Rewriter Days」
作曲、編曲：Na/sh，作詞、主唱：紗智
環奈片尾曲「Go！ Happy Days」
作詞、作曲、編曲：Team-OZ，主唱：
百合片尾曲「妄想Dreaming Up！！」
作詞、作曲、編曲：Team-OZ，主唱：
戀片尾曲「Sweet*2 time!」
作曲、編曲：ism studio，作詞、主唱：

## OVA
OVA版《真實動漫情境體驗！ THE ANIMATION》是由Seven製作的成人動畫。第一集於2018年1月26日發售，第二集為H×3的OVA於2018年8月31日發售。

## 評價
《真實動漫情境體驗！》在Getchu.com舉辦的「美少女遊戲大賞2017」中獲得情色部門第3名。《Real Eroge Situation! H×3》獲得萌系遊戲大賞2018的色情系作品獎PINK。

## 外部連結
- 真實動漫情境體驗！官方網站 （页面存档备份，存于）（日語）
- 真實動漫情境體驗！ H×3官方網站 （页面存档备份，存于）（日語）
- 《真實動漫情境體驗！》在視覺小說數據庫的頁面 （英文）
- 《真實動漫情境體驗！ H×3》在視覺小說數據庫的頁面（英文）